# سیارک ۱۹۶۹۳۸
سیارک ۱۹۶۹۳۸ (به انگلیسی: 196938 Delgordon، نامگذاری:2003UO20) صد و نود و شش هزار و نهصد و سی و هشتمین سیارک کشف شده‌است که در ۲۲ اکتبر ۲۰۰۳ کشف شد.